# Stazione di Mandolossa
Stazione di Mandolossa vasútállomás Olaszországban, Lombardia régióban, Brescia településen.

## Vasútvonalak
Az állomást az alábbi vasútvonalak érintik:
- Brescia–Iseo–Edolo-vasútvonal

## Kapcsolódó állomások
A vasútállomáshoz az alábbi állomások vannak a legközelebb:
- Stazione di Brescia Borgo San Giovanni ( – 2008. december 13., Brescia–Iseo–Edolo-vasútvonal, kelet)
- Stazione di Castegnato ( – 2008. december 13., Brescia–Iseo–Edolo-vasútvonal, északnyugat)